# Mounir Benzegala
Mounir Benzegala, né le 7 avril 1987 à Tampa en Floride (États-Unis), est un basketteur professionnel algérien. Il a également joué pour l'équipe nationale algérienne de basketball. 

## Palmarès
- GS Pétroliers. 
  - Championnat d'Algérie  : 2014, 2015, 2016,2017,2018,2019.
  - Coupe d'Algérie : 2013, 2014, 2015, 2016,2017,2018,2019.